# SIMD
SIMD (single instruction, multiple data) – jeden z typů počítačových architektur. Jsou to systémy, u kterých existuje celá řada zpracovaných datových toků na základě jediného seznamu instrukcí – jedná se o tzv. vektorové počítače.
SIMD počítače jsou určeny zejména pro vědecké a technické výpočty, ale jednotky plnící úkoly v souladu s metodikou SIMD jsou přítomny také v oblasti domácích počítačů založených na architektuře Intel x86 a to MMX, 3DNow! (zastaralé, v nových CPU se přestává používat), SSE a odvozené, AVX a AVX-512. Pro procesory IBM POWER potom AltiVec.